# Hoofdklasse hockey heren 2018/19
Het seizoen 2018/19 is de 46e editie van de Nederlandse herenhoofdklasse hockey. De reguliere competitie loopt van zondag 26 augustus 2018 met een winterstop tussen 21 oktober 2018 en 10 maart 2019 tot en met zondag 12 mei 2019. Aansluitend aan het eind van de reguliere competitie volgen de play-offs om het landskampioenschap en promotie/degradatie. Klein Zwitserland nam dit seizoen de plek over van degradant hdm.

## Clubs
| Club                 | Stad              | Accommodatie                | Coach                                        |
| -------------------- | ----------------- | --------------------------- | -------------------------------------------- |
| Almeerse HC          | Almere            | Sportpark Klein Brandt      | Pasha Gademan                                |
| Amsterdamsche H&BC   | Amstelveen        | Wagener-stadion             | Jan Jorn van ‘t Land (Graham Reid ontslagen) |
| HC Bloemendaal       | Bloemendaal       | Sportpark 't Kopje          | Michel van den Heuvel                        |
| HC Den Bosch         | 's-Hertogenbosch  | Sportpark Oosterplas        | Eric Verboom                                 |
| HGC                  | Wassenaar         | Sportpark De Roggewoning    | Paul van Ass                                 |
| SV Kampong           | Utrecht           | Sportpark Maarschalkerweerd | Alexander Cox                                |
| HC Klein Zwitserland | Den Haag          | Sportpark Klein Zwitserland | Carlos Castano                               |
| Oranje-Rood          | Eindhoven         | Sportpark Aalsterweg        | Roger van Gent                               |
| Pinoké               | Amstelveen        | Sportpark Amsterdamse Bos   | Jesse Mahieu                                 |
| HC Rotterdam         | Rotterdam         | Stadion Hazelaarweg         | Albert Kees Manenschijn                      |
| SCHC                 | De Bilt/Bilthoven | Sportpark Kees Boekelaan    | Michiel van der Struijk                      |
| HC Tilburg           | Tilburg           | Sportpark Oude Warande      | Jeroen Delmee                                |

## Ranglijst

### Stand
|         | pos | club              | gs | w  | g | v  | pnt | dv | dt | ds  |
| ------- | --- | ----------------- | -- | -- | - | -- | --- | -- | -- | --- |
| Stabiel | 1.  | Bloemendaal       | 22 | 16 | 3 | 3  | 51  | 62 | 24 | +38 |
| Stabiel | 2.  | Kampong           | 22 | 16 | 3 | 3  | 51  | 62 | 30 | +32 |
| Stabiel | 3.  | HGC               | 22 | 12 | 4 | 6  | 40  | 78 | 51 | +27 |
| Stabiel | 4.  | Amsterdam         | 22 | 12 | 4 | 6  | 40  | 58 | 40 | +18 |
| Stabiel | 5.  | Oranje Rood       | 22 | 11 | 5 | 6  | 38  | 53 | 46 | +7  |
| Stabiel | 6.  | Den Bosch         | 22 | 10 | 7 | 5  | 37  | 47 | 33 | +14 |
| Stabiel | 7.  | Rotterdam         | 22 | 10 | 5 | 7  | 35  | 59 | 51 | +8  |
| Stabiel | 8.  | Pinoké            | 22 | 4  | 9 | 9  | 21  | 36 | 46 | −10 |
| Stabiel | 9.  | Almere            | 22 | 5  | 3 | 14 | 18  | 34 | 62 | −28 |
| Stabiel | 10. | HC Tilburg        | 22 | 2  | 8 | 12 | 14  | 26 | 63 | −37 |
| Stabiel | 11. | Klein Zwitserland | 22 | 3  | 4 | 15 | 13  | 26 | 55 | −29 |
| Stabiel | 12. | SCHC              | 22 | 2  | 3 | 17 | 9   | 35 | 75 | −40 |

Bron: Flashscore

### Legenda
| Kleur | Kwalificatie voor                                                |
| ----- | ---------------------------------------------------------------- |
|       | Landskampioen na Play-offs, Plaatsing Euro Hockey League 2019/20 |
|       | Plaatsing Euro Hockey League 2019/20                             |
|       | Verliezer Play-offs landskampioenschap en Europees hockey        |
|       | Play-offs tegen degradatie naar de Promotieklasse                |
|       | Degradatie naar de Promotieklasse na Play-offs                   |
|       | Degradatie naar de Promotieklasse                                |

Informatie: Wanneer de kampioen van de reguliere competitie ook 
de finale van de play offs bereikt, spelen de verliezend halvefinalisten
play offduels om het derde Europese ticket.

### Uitslagen reguliere competitie
| Thuis ╲ Uit       | ALM | AMS | BLO | DBO | HGC | KAM | KLE | ORA | PIN | ROT | SCH | TIL |
| ----------------- | --- | --- | --- | --- | --- | --- | --- | --- | --- | --- | --- | --- |
| Almere            |     | 1–3 | 1–2 | 1–4 | 0–4 | 1–4 | 2–1 | 2–1 | 3–3 | 2–2 | 3–1 | 1–1 |
| Amsterdam         | 4–1 |     | 2–2 | 3–0 | 2–8 | 0–2 | 5–1 | 2–0 | 3–2 | 2–2 | 3–1 | 7–1 |
| Bloemendaal       | 2–1 | 4–2 |     | 2–1 | 2–1 | 1–2 | 3–1 | 5–0 | 2–0 | 3–1 | 5–0 | 6–1 |
| Den Bosch         | 0–1 | 2–1 | 1–4 |     | 3–0 | 1–1 | 3–0 | 2–2 | 1–1 | 3–0 | 5–0 | 3–1 |
| HGC               | 8–3 | 0–2 | 1–4 | 4–4 |     | 1–4 | 5–2 | 4–5 | 2–2 | 2–2 | 6–1 | 4–0 |
| Kampong           | 1–2 | 1–1 | 1–2 | 3–1 | 3–3 |     | 1–0 | 1–0 | 4–1 | 1–2 | 4–3 | 6–0 |
| Klein Zwitserland | 3–1 | 1–2 | 0–4 | 1–3 | 1–2 | 4–5 |     | 1–1 | 2–2 | 2–5 | 3–2 | 0–0 |
| Oranje Rood       | 3–1 | 4–3 | 0–0 | 2–2 | 3–5 | 1–3 | 4–1 |     | 3–2 | 4–4 | 3–2 | 4–0 |
| Pinoké            | 3–1 | 2–2 | 2–2 | 1–1 | 2–4 | 1–3 | 0–1 | 1–3 |     | 1–3 | 1–0 | 2–1 |
| Rotterdam         | 6–3 | 2–1 | 3–1 | 2–3 | 2–6 | 2–3 | 2–0 | 3–4 | 1–3 |     | 4–2 | 2–2 |
| SCHC              | 2–0 | 2–4 | 1–6 | 2–3 | 3–5 | 2–7 | 2–0 | 1–2 | 2–2 | 2–5 |     | 2–2 |
| HC Tilburg        | 4–3 | 1–4 | 2–0 | 1–1 | 1–3 | 1–2 | 1–1 | 1–4 | 2–2 | 1–4 | 2–2 |     |

Bron: Flashscore

### Topscorers
| pos | Speler               | Club        | tot.' | vd' | sc' | sb' |
| --- | -------------------- | ----------- | ----- | --- | --- | --- |
| 1.  | Jeroen Hertzberger   | Rotterdam   | 23    | 3   | 15  | 5   |
| 2.  | Ashley Jackson       | HGC         | 17    | 7   | 10  | 0   |
|     | Justin Reid-Ross     | Amsterdam   | 17    | 0   | 17  | 0   |
| 4.  | Alexander Hendrickx  | Pinoké      | 15    | 1   | 13  | 1   |
| 5.  | Mirco Pruyser        | Amsterdam   | 14    | 9   | 1   | 4   |
|     | Mink van der Weerden | Oranje Rood | 14    | 0   | 13  | 1   |

## Play offs landskampioenschap

### Halve finales
1e wedstrijd
| 15 mei 2019 20:30 UTC+2 |       |                                             |                                                                              |
| Amsterdam               | 0 – 2 | Bloemendaal                                 | Wagener-stadion, Amstelveen Scheidsrechters: Pieter Hembrecht Daniël Veerman |
|                         |       | 62 (sc)' Jasper Brinkman 69 (sc)' Tim Swaen | Wagener-stadion, Amstelveen Scheidsrechters: Pieter Hembrecht Daniël Veerman |

| 15 mei 2019 20:30 UTC+2                     |       |                                                           |                                                                                 |
| HGC                                         | 2 – 5 | Kampong                                                   | Sportpark De Roggewoning, Wassenaar Scheidsrechters: Jonas van 't Hek Bo Verwer |
| Max Plennevaux 22' Olivier van Tongeren 63' |       | 17', 47', 46', 56' Philip Meulenbroek 36' Björn Kellerman | Sportpark De Roggewoning, Wassenaar Scheidsrechters: Jonas van 't Hek Bo Verwer |

2e wedstrijd
| 18 mei 2019 16:00 UTC+2                                                                             |       | |                                                                               |
| Bloemendaal                                                                                         | 1 – 1 | Amsterdam                                                                                           | Sportpark 't Kopje, Bloemendaal Scheidsrechters: Coen van Bunge Maarten Boxma |
| Florian Fuchs 59 (sc)'                                                                              |       | 34' Jan-Willem Buissant                                                                             | Sportpark 't Kopje, Bloemendaal Scheidsrechters: Coen van Bunge Maarten Boxma |
| Shoot-out                                                                                           |       | | Sportpark 't Kopje, Bloemendaal Scheidsrechters: Coen van Bunge Maarten Boxma |
| Jorrit Croon Thierry Brinkman Glenn Schuurman, Arthur Van Doren (sb) Arthur Van Doren Florian Fuchs | 4 – 2 | Valentin Verga, Mirco Pruyser (sb) Mirco Pruyser, Justin Reid-Ross (sb) Nicky Leijs Boris Burkhardt | Sportpark 't Kopje, Bloemendaal Scheidsrechters: Coen van Bunge Maarten Boxma |

| 18 mei 2019 16:00 UTC+2                                      |       |                                   |                                                                                        |
| Kampong                                                      | 3 – 2 | HGC                               | Sportpark Maarschalkerweerd, Utrecht Scheidsrechters: Michiel Otten Paul van den Assum |
| Derck de Vilder 42' Jip Janssen 48 (sc)' Björn Kellerman 65' |       | 41 (sc)', 44 (sc)' Ashley Jackson | Sportpark Maarschalkerweerd, Utrecht Scheidsrechters: Michiel Otten Paul van den Assum |

### 3e/4e plaats (EHL ticket)
| 22 mei 2019 20:30 UTC+2                                        |       |                                           |                                                                           |
| Amsterdam                                                      | 3 – 2 | HGC                                       | Wagener-stadion, Amstelveen Scheidsrechters: Daniël Veerman Maarten Boxma |
| Valentin Verga 16' Mirco Pruyser 23' Justin Reid-Ross 28 (sc)' |       | 17 (sb)' Ashley Jackson 62' Tanguy Cosyns | Wagener-stadion, Amstelveen Scheidsrechters: Daniël Veerman Maarten Boxma |

| 25 mei 2019 16:00 UTC+2                                                                             |       |                                                                                   |                                                                                   |
| HGC                                                                                                 | 5 – 5 | Amsterdam                                                                         | Sportpark De Roggewoning, Wassenaar Scheidsrechters: Paul van den Assum Bo Verwer |
| Ashley Jackson 10 (sb)' Seve van Ass 26 (sc)', 33 (sc)' Tanguy Cosyns 63' Floris van der Linden 69' |       | 17 (sc)', 31 (sc)', 44 (sc)' Justin Reid-Ross 21' Boris Burkhardt 64' Nicki Leijs | Sportpark De Roggewoning, Wassenaar Scheidsrechters: Paul van den Assum Bo Verwer |
| Shoot-out                                                                                           |       |                                                                                   | Sportpark De Roggewoning, Wassenaar Scheidsrechters: Paul van den Assum Bo Verwer |
| Ashley Jackson Seve van Ass Tanguy Cosyns                                                           | 3 – 2 | Valentin Verga Mirco Pruyser                                                      | Sportpark De Roggewoning, Wassenaar Scheidsrechters: Paul van den Assum Bo Verwer |

| 26 mei 2019 16:00 UTC+2    |       |                                    |                                                                                          |
| HGC                        | 2 – 2 | Amsterdam                          | Sportpark De Roggewoning, Wassenaar Scheidsrechters: Paul van den Assum Pieter Hembrecht |
| Seve van Ass Tanguy Cosyns |       | Justin Reid-Ross 41' Mirco Pruyser | Sportpark De Roggewoning, Wassenaar Scheidsrechters: Paul van den Assum Pieter Hembrecht |
| Shoot-out                  |       |                                    | Sportpark De Roggewoning, Wassenaar Scheidsrechters: Paul van den Assum Pieter Hembrecht |
|                            | 7 – 6 |                                    | Sportpark De Roggewoning, Wassenaar Scheidsrechters: Paul van den Assum Pieter Hembrecht |

Deze wedstrijden worden alleen gespeeld als de kampioen van de reguliere competitie Hoofdklasse ook de nummer 1 of 2 van de play-off serie wordt.

### Finale
| 22 mei 2019 20:30 UTC+2 |       |                                      | |
| Kampong                 | 1 – 2 | Bloemendaal                          | Sportpark Maarschalkerweerd, Utrecht Scheidsrechters: Jonas van 't Hek Michiel Otten Videoscheidsrechter: Coen van Bunge |
| Philip Meulenbroek 67'  |       | 5' Jorrit Croon 69' Thierry Brinkman | Sportpark Maarschalkerweerd, Utrecht Scheidsrechters: Jonas van 't Hek Michiel Otten Videoscheidsrechter: Coen van Bunge |

| 25 mei 2019 16:00 UTC+2  |       |                                        | |
| Bloemendaal              | 1 – 2 | Kampong                                | Sportpark 't Kopje, Bloemendaal Scheidsrechters: Pieter Hembrecht Coen van Bunge Videoscheidsrechter: Michiel Otten |
| Yannick van der Drift 2' |       | 26' Boet Phijffer 52 (sc)' Jip Janssen | Sportpark 't Kopje, Bloemendaal Scheidsrechters: Pieter Hembrecht Coen van Bunge Videoscheidsrechter: Michiel Otten |

| 26 mei 2019 16:00 UTC+2                 |       |         | |
| Bloemendaal                             | 2 – 0 | Kampong | Sportpark 't Kopje, Bloemendaal Scheidsrechters: Coen van Bunge Jonas van 't Hek Videoscheidsrechter: Michiel Otten |
| Jorrit Croon 30 (sc)' Florian Fuchs 44' |       |         | Sportpark 't Kopje, Bloemendaal Scheidsrechters: Coen van Bunge Jonas van 't Hek Videoscheidsrechter: Michiel Otten |

## Promotie/degradatie play-offs
Play outs 11de/Vice-kampioen Overgangsklasse
| Datum                        | Wedstrijd               | Uitslag | Scoreverloop                                                       | Scheidsrechters                            |
| ---------------------------- | ----------------------- | ------- | ------------------------------------------------------------------ | ------------------------------------------ |
| 30 mei 2019, 15:00, Den Haag | Hdm - Klein Zwitserland | 1 – 2   | 17' Koen Bijen 0-1, 30'(sc) Kieran Dartée 1-1, 39' Koen Bijen 1-2. | Shane O'Donnell Daniël Veerman             |
| 1 juni 2019, 15:00, Den Haag | Klein Zwitserland - Hdm | 2 – 0   | 12'(sb) Martijn van Grimbergen 1-0, 39' Ruben Versteeg 2-0.        | Barry Plaisant van der Wal Jasper Nagtzaam |

Play outs 10de/Beste 2de Overgangsklasse
| Datum                        | Wedstrijd              | Uitslag | Scoreverloop | Scheidsrechters                     |
| ---------------------------- | ---------------------- | ------- | --- | ----------------------------------- |
| 30 mei 2019, 15:00, Voorburg | Cartouche - HC Tilburg | 1 – 2   | 2' Joep de Natris 0-1, 23' Joep de Natris 0-2, 60'(sc) Timmo Kranstauber 1-2. | Karen Dollé Fanneke Alkemade        |
| 1 juni 2019, 15:00, Tilburg  | HC Tilburg - Cartouche | 3 – 3   | 15' Jasper Siebert 0-1, 35' Thijs Bams 1-1, 37' Jip Krens 2-1, 40' Bas Scheer 3-1, 65'(sc) Victor van den Bree 3-2, 70'(sc) Timmo Kranstauber 3-3. Cartouche wint na shoot-outs: 2-3. | Christian Vonhögen Pieter Hembrecht |
| 2 juni 2019, 15:00, Voorburg | Cartouche - HC Tilburg | 1 – 2   | Yorick van der Vis 1-0, 37' Jip Krens 1-1, Rik Sprengers 1-2. |                                     |

Resultaat: Klein Zwitserland en HC Tilburg handhaven zich.
Nederlands landskampioenschap:

1897/98 ·
1898/99 ·
1899/00 ·
1900/01 ·
1901/02 ·
1902/03 ·
1903/04 ·
1904/05 ·
1905/06 ·
1906/07 ·
1907/08 ·
1908/09 ·
1909/10 ·
1910/11 ·
1911/12 ·
1912/13 ·
1913/14 ·
1914/15 ·
1915/16 ·
1916/17 ·
1917/18 ·
1918/19 ·
1919/20 ·
1920/21 ·
1921/22 ·
1922/23 ·
1923/24 ·
1924/25 ·
1925/26 ·
1926/27 ·
1927/28 ·
1928/29 ·
1929/30 ·
1930/31 ·
1931/32 ·
1932/33 ·
1933/34 ·
1934/35 ·
1935/36 ·
1936/37 ·
1937/38 ·
1938/39 ·
1939/40 ·
1940/41 ·
1941/42 ·
1942/43 ·
1943/44 ·
1944/45 ·
1945/46 ·
1946/47 ·
1947/48 ·
1948/49 ·
1949/50 ·
1950/51 ·
1951/52 ·
1952/53 ·
1953/54 ·
1954/55 ·
1955/56 ·
1956/57 ·
1957/58 ·
1958/59 ·
1959/60 ·
1960/61 ·
1961/62 ·
1962/63 ·
1963/64 ·
1964/65 ·
1965/66 ·
1966/67 ·
1967/68 ·
1968/69 ·
1969/70 ·
1970/71 ·
1971/72 ·
1972/73
Hoofdklasse heren:

1973/74 · 
1974/75 · 
1975/76 · 
1976/77 · 
1977/78 · 
1978/79 · 
1979/80 · 
1980/81 · 
1981/82 · 
1982/83 · 
1983/84 · 
1984/85 · 
1985/86 · 
1986/87 · 
1987/88 · 
1988/89 · 
1989/90 · 
1990/91 · 
1991/92 · 
1992/93 · 
1993/94 · 
1994/95 · 
1995/96 · 
1996/97 · 
1997/98 · 
1998/99 · 
1999/00 · 
2000/01 · 
2001/02 · 
2002/03 · 
2003/04 · 
2004/05 · 
2005/06 · 
2006/07 · 
2007/08 · 
2008/09 · 
2009/10 · 
2010/11 · 
2011/12 · 
2012/13 ·
2013/14 ·
2014/15 ·
2015/16 ·
2016/17 ·
2017/18 ·
2018/19 ·
2019/20 ·
2020/21 ·
2021/22 ·
2022/23 ·
2023/24 ·
2024/25 ·
Nederlandse competities: Hoofdklasse (zaal) · Promotieklasse · Overgangsklasse · Eerste klasse · Tweede klasse · Derde klasse · Vierde klasse · Gold Cup · Silver Cup

Nederlands kampioenschap: Lijst van Nederlandse landskampioenen hockey · Lijst van Nederlandse landskampioenen zaalhockey

Europese competities: Euro Hockey League · Europacup I · Europa Cup II · Europacup zaalhockey